# Schitt’s Creek/Episodenliste
Diese Episodenliste enthält alle Episoden der kanadischen Comedyserie Schitt’s Creek, sortiert nach der kanadischen Erstausstrahlung. Zwischen 2015 und 2020 entstanden in sechs Staffeln insgesamt 80 Folgen.

## Übersicht
| Staffel | Episodenanzahl | Erstausstrahlung Kanada | Erstausstrahlung Kanada | Deutschsprachige Erstveröffentlichung |
| Staffel | Episodenanzahl | Premiere                | Finale                  | Deutschsprachige Erstveröffentlichung |
| ------- | -------------- | ----------------------- | ----------------------- | ------------------------------------- |
| 1       | 13             | 13. Januar 2015         | 31. März 2015           | 12. Dezember 2018                     |
| 2       | 13             | 12. Januar 2016         | 29. März 2016           | 1. Januar 2019                        |
| 3       | 13             | 10. Januar 2017         | 29. April 2017          | 1. Februar 2019                       |
| 4       | 13             | 9. Januar 2018          | 19. Dezember 2018       | 1. April 2019                         |
| 5       | 14             | 8. Januar 2019          | 9. April 2019           | 15. Mai 2019                          |
| 6       | 14             | 7. Januar 2020          | 7. April 2020           | 15. Mai 2020                          |

## Staffel 1
| Nr. (ges.) | Nr. (St.) | Deutscher Titel                            | Originaltitel                | Regie            | Drehbuch                      | Zuschauer (Kanada) | Erstausstrahlung (Kanada) | Deutschsprachige Erstveröffentlichung |
| ---------- | --------- | ------------------------------------------ | ---------------------------- | ---------------- | ----------------------------- | ------------------ | ------------------------- | ------------------------------------- |
| 1          | 1         | Willkommen in der Kleinstadt               | Our Cup Runneth Over         | Jerry Ciccoritti | Daniel Levy                   | 1,359 Mio.         | 13. Jan. 2015             | 12. Dez. 2018 (TVNOW)                 |
| 2          | 2         | Ein grauenvoll geselliger Abend            | The Drip                     | Jerry Ciccoritti | Chris Pozzebon                | 1,366 Mio.         | 13. Jan. 2015             | 12. Dez. 2018 (TVNOW)                 |
| 3          | 3         | Das Ortsschild                             | Don’t Worry, It’s His Sister | Paul Fox         | Michael Short                 | 1,266 Mio.         | 20. Jan. 2015             | 12. Dez. 2018 (TVNOW)                 |
| 4          | 4         | Meine lieben Rabeneltern                   | Bad Parents                  | Jerry Ciccoritti | Kevin White                   | 0,834 Mio.         | 27. Jan. 2015             | 12. Dez. 2018 (TVNOW)                 |
| 5          | 5         | Hüttenzauber                               | The Cabin                    | Paul Fox         | Amanda Walsh                  | 0,724 Mio.         | 3. Feb. 2015              | 12. Dez. 2018 (TVNOW)                 |
| 6          | 6         | Lampenfieber                               | Wine and Roses               | Jerry Ciccoritti | Kevin White                   | 0,759 Mio.         | 10. Feb. 2015             | 12. Dez. 2018 (TVNOW)                 |
| 7          | 7         | Verwöhntag                                 | Turkey Shoot                 | Paul Fox         | Daniel Levy                   | 0,688 Mio.         | 17. Feb. 2015             | 12. Dez. 2018 (TVNOW)                 |
| 8          | 8         | Das exklusive Geschäftsmodell              | Allez-Vous                   | Paul Fox         | Chris Pozzebon                | –                  | 24. Februar 2015          | 12. Dez. 2018 (TVNOW)                 |
| 9          | 9         | Leben und sterben in Schitt’s Creek        | Carl’s Funeral               | Jerry Ciccoritti | Kevin White                   | 0,837 Mio.         | 3. März 2015              | 12. Dez. 2018 (TVNOW)                 |
| 10         | 10        | Je oller, je doller                        | Honeymoon                    | Jerry Ciccoritti | Daniel Levy                   | –                  | 10. März 2015             | 12. Dez. 2018 (TVNOW)                 |
| 11         | 11        | Freundschaft Plus-Minus                    | Little Sister                | Paul Fox         | Michael Short                 | 0,622 Mio.         | 17. März 2015             | 12. Dez. 2018 (TVNOW)                 |
| 12         | 12        | Die total überraschende Überraschungsparty | Surprise Party               | Paul Fox         | Chris Pozzebon                | –                  | 24. März 2015             | 12. Dez. 2018 (TVNOW)                 |
| 13         | 13        | Kaff zu verkaufen                          | Town for Sale                | Jerry Ciccoritti | Kevin White Idee: Daniel Levy | 0,872 Mio.         | 31. Mär. 2015             | 12. Dez. 2018 (TVNOW)                 |

## Staffel 2
| Nr. (ges.) | Nr. (St.) | Deutscher Titel                  | Originaler Titel       | Regie            | Drehbuch                       | Erstausstrahlung (Kanada) | Deutschsprachige Erstveröffentlichung |
| ---------- | --------- | -------------------------------- | ---------------------- | ---------------- | ------------------------------ | ------------------------- | ------------------------------------- |
| 14         | 1         | Wo ist David?                    | Finding David          | Jerry Ciccoritti | Daniel Levy                    | 12. Jan. 2016             | 1. Jan. 2019 (TVNOW)                  |
| 15         | 2         | Das alte Familienrezept          | Family Dinner          | Jerry Ciccoritti | David West Read                | 12. Jan. 2016             | 1. Jan. 2019 (TVNOW)                  |
| 16         | 3         | Echtes Showtalent                | Jazzagals              | Paul Fox         | Michael Short                  | 19. Jan. 2016             | 1. Jan. 2019 (TVNOW)                  |
| 17         | 4         | Shoppingtour                     | Estate Sale            | Jerry Ciccoritti | Teresa Pavlinek                | 26. Jan. 2016             | 1. Jan. 2019 (TVNOW)                  |
| 18         | 5         | Bob’s Bagels                     | Bob’s Bagels           | Paul Fox         | Chris Pozzebon and Daniel Levy | 2. Feb. 2016              | 1. Jan. 2019 (TVNOW)                  |
| 19         | 6         | Der Bart ist ab!                 | Moira vs. Town Council | Jerry Ciccoritti | Daniel Levy                    | 9. Feb. 2016              | 1. Jan. 2019 (TVNOW)                  |
| 20         | 7         | Kandidat Rose                    | The Candidate          | Paul Fox         | Kevin White                    | 16. Feb. 2016             | 1. Jan. 2019 (TVNOW)                  |
| 21         | 8         | Rohmilch-Dealer                  | Milk Money             | Paul Fox         | Michael Short                  | 23. Feb. 2016             | 1. Jan. 2019 (TVNOW)                  |
| 22         | 9         | Jugendsünden verzweifelt gesucht | Moira’s Nudes          | Jerry Ciccoritti | David West Read                | 2. Mär. 2016              | 1. Jan. 2019 (TVNOW)                  |
| 23         | 10        | Katzenjammer                     | Ronnie’s Party         | Paul Fox         | Matt Kippen                    | 8. Mär. 2016              | 1. Jan. 2019 (TVNOW)                  |
| 24         | 11        | Ehekrach mal zwei                | The Motel Guest        | Jerry Ciccoritti | Kevin White                    | 15. Mär. 2016             | 1. Jan. 2019 (TVNOW)                  |
| 25         | 12        | Wahlkampfstrategien              | Lawn Signs             | Jerry Ciccoritti | Kevin White                    | 22. Mär. 2016             | 1. Jan. 2019 (TVNOW)                  |
| 26         | 13        | Alles Liebe zum Hochzeitstag!    | Happy Anniversary      | Jerry Ciccoritti | Daniel Levy                    | 29. Mär. 2016             | 1. Jan. 2019 (TVNOW)                  |

## Staffel 3
| Nr. (ges.) | Nr. (St.) | Deutscher Titel                 | Originaltitel     | Erstausstrahlung (Kanada) | Deutschsprachige Erstveröffentlichung |
| ---------- | --------- | ------------------------------- | ----------------- | ------------------------- | ------------------------------------- |
| 27         | 1         | Bühne frei!                     | Opening Night     | 10. Jan. 2017             | 1. Feb. 2019 (TVNOW)                  |
| 28         | 2         | Dreiecksbeziehung               | The Throuple      | 17. Jan. 2017             | 1. Feb. 2019 (TVNOW)                  |
| 29         | 3         | Autokauf-Taktik                 | New Car           | 24. Jan. 2017             | 1. Feb. 2019 (TVNOW)                  |
| 30         | 4         | Fahrprüfung                     | Driving Test      | 31. Jan. 2017             | 1. Feb. 2019 (TVNOW)                  |
| 31         | 5         | Stundenhotel aus Versehen       | Rooms by the Hour | 7. Feb. 2017              | 1. Feb. 2019 (TVNOW)                  |
| 32         | 6         | Die Krimiparty                  | Murder Mystery    | 14. Feb. 2017             | 1. Feb. 2019 (TVNOW)                  |
| 33         | 7         | David vs. Weihnachten           | General Store     | 21. Feb. 2017             | 1. Feb. 2019 (TVNOW)                  |
| 34         | 8         | Miese Bewertungen               | Motel Review      | 28. Feb. 2017             | 1. Feb. 2019 (TVNOW)                  |
| 35         | 9         | Die Nacht mit Roland            | The Affair        | 7. Mär. 2017              | 1. Feb. 2019 (TVNOW)                  |
| 36         | 10        | Schnappschüsse                  | Sebastien Raine   | 14. Mär. 2017             | 1. Feb. 2019 (TVNOW)                  |
| 37         | 11        | Lausige Zeiten                  | Stop Saying Lice! | 21. Mär. 2017             | 1. Feb. 2019 (TVNOW)                  |
| 38         | 12        | Freunde und Familie             | Friends & Family  | 28. Mär. 2017             | 1. Feb. 2019 (TVNOW)                  |
| 39         | 13        | Die Geburtstags-Abschluss-Feier | Grad Night        | 4. Apr. 2017              | 1. Feb. 2019 (TVNOW)                  |

## Staffel 4
| Nr. (ges.) | Nr. (St.) | Deutscher Titel             | Originaltitel                | Erstausstrahlung (Kanada) | Deutschsprachige Erstveröffentlichung |
| ---------- | --------- | --------------------------- | ---------------------------- | ------------------------- | ------------------------------------- |
| 40         | 1         | Der Tote in Zimmer 4        | Dead Guy in Room 4           | 9. Jan. 2018              | 1. Apr. 2019 (TVNOW)                  |
| 41         | 2         | Wir bekommen ein Baby!      | Pregnancy Test               | 16. Jan. 2018             | 1. Apr. 2019 (TVNOW)                  |
| 42         | 3         | Das beste Asbest-Fest       | Asbestos Fest                | 23. Jan. 2018             | 1. Apr. 2019 (TVNOW)                  |
| 43         | 4         | Mädelsabend                 | Girls’ Night                 | 30. Jan. 2018             | 1. Apr. 2019 (TVNOW)                  |
| 44         | 5         | Ruhe in Frieden, Moira Rose | RIP Moira Rose               | 6. Feb. 2018              | 1. Apr. 2019 (TVNOW)                  |
| 45         | 6         | Ein Song für David          | Open Mic                     | 27. Feb. 2018             | 1. Apr. 2019 (TVNOW)                  |
| 46         | 7         | Beziehungsstress            | The Barbecue                 | 6. Mär. 2018              | 1. Apr. 2019 (TVNOW)                  |
| 47         | 8         | Hahn im Korb                | The Jazzaguy                 | 13. Mär. 2018             | 1. Apr. 2019 (TVNOW)                  |
| 48         | 9         | Der Olivenzweig             | The Olive Branch             | 20. Mär. 2018             | 1. Apr. 2019 (TVNOW)                  |
| 49         | 10        | Babyparty                   | Baby Sprinkle                | 27. Mär. 2018             | 1. Apr. 2019 (TVNOW)                  |
| 50         | 11        | Der Relaunch                | The Rollout                  | 3. Apr. 2018              | 1. Apr. 2019 (TVNOW)                  |
| 51         | 12        | Singlewoche                 | Singles Week                 | 10. Apr. 2018             | 1. Apr. 2019 (TVNOW)                  |
| 52         | 13        | Fröhliche Weihnachten!      | Merry Christmas, Johnny Rose | 18. Dez. 2018             | 1. Apr. 2019 (TVNOW)                  |

## Staffel 5
| Nr. (ges.) | Nr. (St.) | Deutscher Titel                   | Originaler Titel    | Erstausstrahlung (Kanada) | Deutschsprachige Erstveröffentlichung |
| ---------- | --------- | --------------------------------- | ------------------- | ------------------------- | ------------------------------------- |
| 53         | 1         | Die Königin der Krähen            | The Crowening       | 8. Jan. 2019              | 15. Mai 2019 (TVNOW)                  |
| 54         | 2         | Liebesbriefe und Schlafentzug     | Love Letters        | 15. Jan. 2019             | 15. Mai 2019 (TVNOW)                  |
| 55         | 3         | Die Schwindlerin                  | The Plant           | 22. Jan. 2019             | 15. Mai 2019 (TVNOW)                  |
| 56         | 4         | Das Premierenkleid                | The Dress           | 29. Jan. 2019             | 15. Mai 2019 (TVNOW)                  |
| 57         | 5         | Pyjamaparty                       | Housewarming        | 5. Feb. 2019              | 15. Mai 2019 (TVNOW)                  |
| 58         | 6         | Der Freifahrtschein               | Rock On!            | 12. Feb. 2019             | 15. Mai 2019 (TVNOW)                  |
| 59         | 7         | Anflug des Verlangens             | A Whisper of Desire | 19. Feb. 2019             | 15. Mai 2019 (TVNOW)                  |
| 60         | 8         | Die Preisverleihung               | The Hospies         | 26. Feb. 2019             | 15. Mai 2019 (TVNOW)                  |
| 61         | 9         | Der Mann des Spiels               | The M.V.P.          | 5. Mär. 2019              | 15. Mai 2019 (TVNOW)                  |
| 62         | 10        | Baby und die tote Katze           | Roadkill            | 12. Mär. 2019             | 15. Mai 2019 (TVNOW)                  |
| 63         | 11        | Mein Freund, seine Eltern und ich | Meet the Parents    | 19. Mär. 2019             | 15. Mai 2019 (TVNOW)                  |
| 64         | 12        | Die Stimmungskanone               | The Roast           | 26. Mär. 2019             | 15. Mai 2019 (TVNOW)                  |
| 65         | 13        | Wandern für Verliebte             | The Hike            | 2. Apr. 2019              | 15. Mai 2019 (TVNOW)                  |
| 66         | 14        | Premierenabend                    | Life Is a Cabaret   | 9. Apr. 2019              | 15. Mai 2019 (TVNOW)                  |

## Staffel 6
| Nr. (ges.) | Nr. (St.) | Deutscher Titel                  | Originaltitel                    | Erstausstrahlung (Kanada) | Deutschsprachige Erstveröffentlichung |
| ---------- | --------- | -------------------------------- | -------------------------------- | ------------------------- | ------------------------------------- |
| 67         | 1         | Unsittliches Entblößen           | Smoke Signals                    | 7. Jan. 2020              | 15. Mai 2020 (TV NOW)                 |
| 68         | 2         | Peinlich, peinlich…              | The Incident                     | 14. Jan. 2020             | 15. Mai 2020 (TV NOW)                 |
| 69         | 3         | Selbstbefruchter & Flugbegleiter | The Job Interview                | 21. Jan. 2020             | 15. Mai 2020 (TV NOW)                 |
| 70         | 4         | Brautjungfernstress              | Maid of Honour                   | 28. Jan. 2020             | 15. Mai 2020 (TV NOW)                 |
| 71         | 5         | Angriff der Krähen               | The Premiere / Crows Premiere    | 4. Feb. 2020              | 15. Mai 2020 (TV NOW)                 |
| 72         | 6         | Die Kunst des Kuppelns           | The Wingman                      | 11. Feb. 2020             | 15. Mai 2020 (TV NOW)                 |
| 73         | 7         | Moira Rosé                       | Moira Rosé                       | 18. Feb. 2020             | 15. Mai 2020 (TV NOW)                 |
| 74         | 8         | Die Präsidentensuite             | The Presidential Suite           | 25. Feb. 2020             | 15. Mai 2020 (TV NOW)                 |
| 75         | 9         | Der Probetag                     | Rebound                          | 3. Mär. 2020              | 15. Mai 2020 (TV NOW)                 |
| 76         | 10        | Die Comeback-Chance              | Sunrise, Sunset                  | 10. Mär. 2020             | 15. Mai 2020 (TV NOW)                 |
| 77         | 11        | Die Junggesellenabschiedsparty   | The Bachelor Party / Escape Room | 17. Mär. 2020             | 15. Mai 2020 (TV NOW)                 |
| 78         | 12        | Die Geschäftsidee                | The Pitch                        | 24. Mär. 2020             | 15. Mai 2020 (TV NOW)                 |
| 79         | 13        | Das Haus der Liebe               | Start Spreading The News         | 31. Mär. 2020             | 15. Mai 2020 (TV NOW)                 |
| 80         | 14        | Happy End                        | Happy Ending                     | 7. Apr. 2020              | 15. Mai 2020 (TV NOW)                 |

## Special
| Nr. (ges.) | Nr. (St.) | Deutscher Titel | Originaltitel                                           | Erstausstrahlung (Kanada) | Deutschsprachige Erstveröffentlichung |
| ---------- | --------- | --------------- | ------------------------------------------------------- | ------------------------- | ------------------------------------- |
| –          | –         | –               | Best Wishes, Warmest Regards: A Schitt’s Creek Farewell | 7. Apr. 2020              | –                                     |